# Hongaarse Gereformeerde Kerk
De Hongaarse Gereformeerde Kerk (Hongaars: Magyarországi Református Egyház, afgekort: MRE) is het op een na grootste kergenootschap van Hongarije. Het enige kerkgenootschap met een groter ledenaantal is de Katholieke Kerk.
De kerkelijke stroming valt onder het gereformeerde protestantisme en werd gesticht in Debrecen in 1567. Tot het midden van de 19e eeuw werd de Hongaarse Gereformeerde Kerk – en religieuze vrijheid in het algemeen – onderdrukt en was nauw verbonden met het Hongaarse nationalisme. De MRE is het enige calvinistische kerkgenootschap dat een bisschoppelijke structuur kent. Verder heeft dit kerkgenootschap een tachtigtal reformatorische scholen onder haar beheer. In Roemenië is het de hoofdkerk onder de Hongaars-Roemeense bevolking. De MRE strekt ook ver buiten Hongarije, met aanhangers tot in Latijns-Amerika. De Hongaarse Gereformeerde Kerk heeft alleen al in Hongarije meer dan 2,4 miljoen leden. In Roemenië telt het kerkverband circa 700.000 leden.
De kerk heeft een universiteit in Boedapest, de Károli Gáspár Universiteit, die onder andere een bachelor- en masterstudie Neerlandistiek aanbiedt.

## Belijdenis
De Hongaarse Gereformeerde Kerk onderschrijft officieel de oecumenische credo's - de Apostolische geloofsbelijdenis, de Geloofsbelijdenis van Nicea-Constantinopel en de Geloofsbelijdenis van Athanasius - evenals de Heidelbergse Catechismus en de Tweede Helvetische Geloofsbelijdenis.

## Afbeeldingen

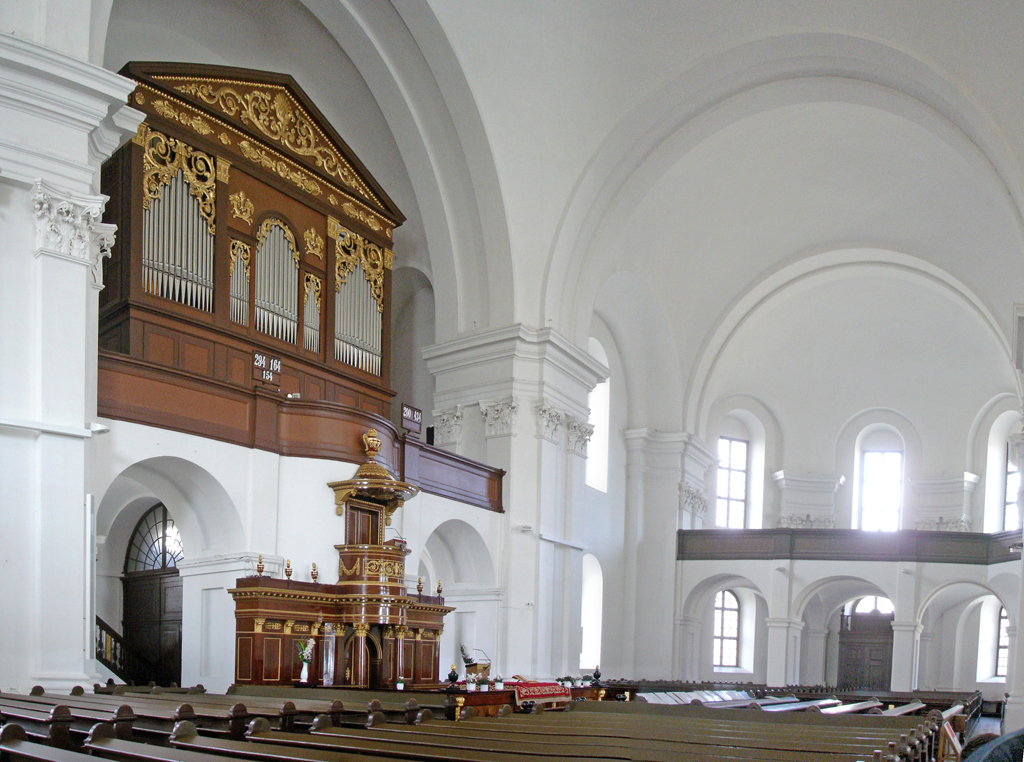
De Grote kerk te Debrecen
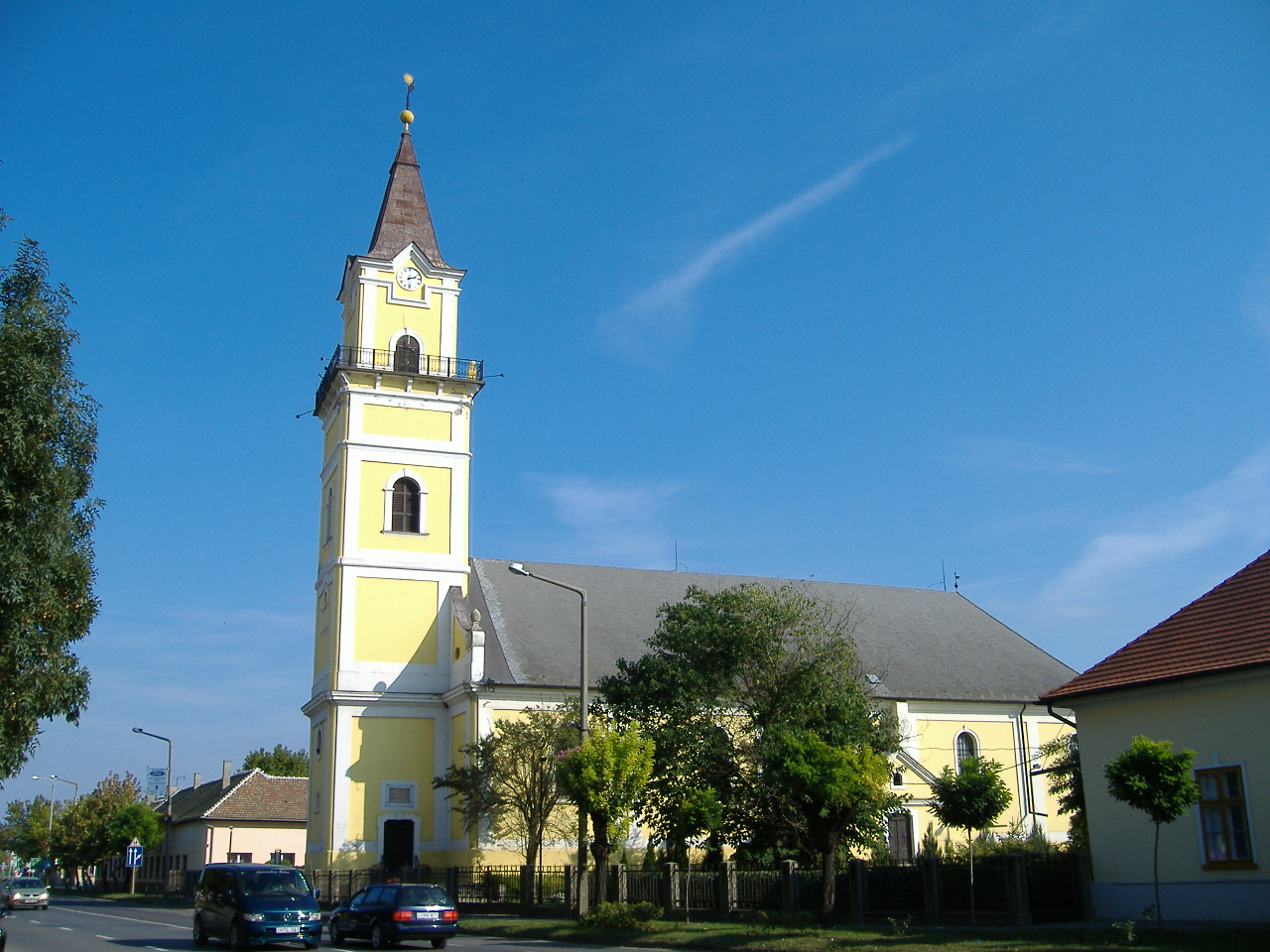
Gereformeerde kerk te Tmiklos
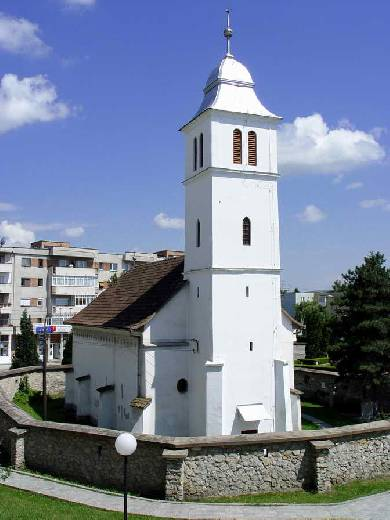
Gereformeerde kerk te Câmpia Turzii
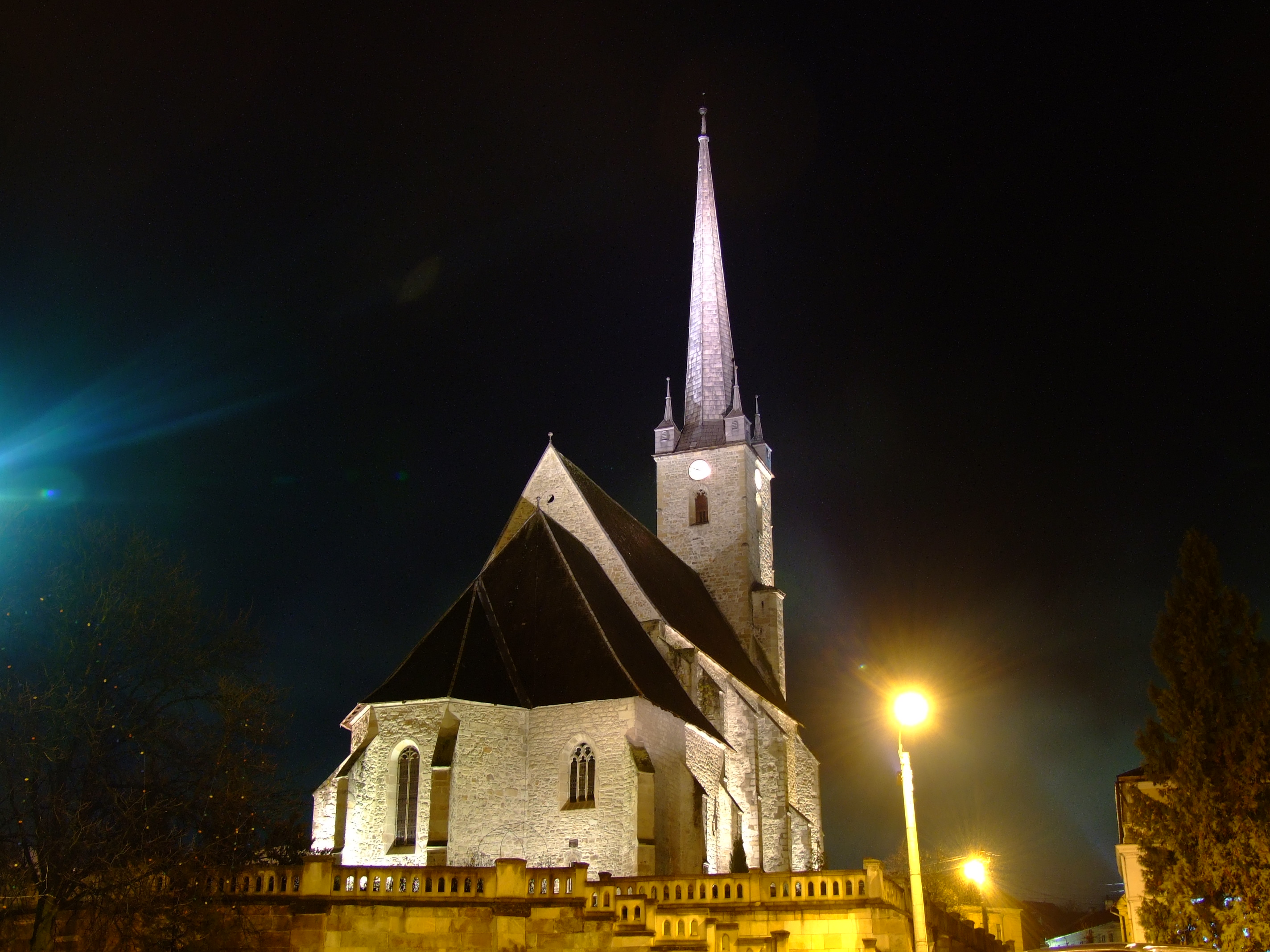
Gereformeerde kerk te Dej
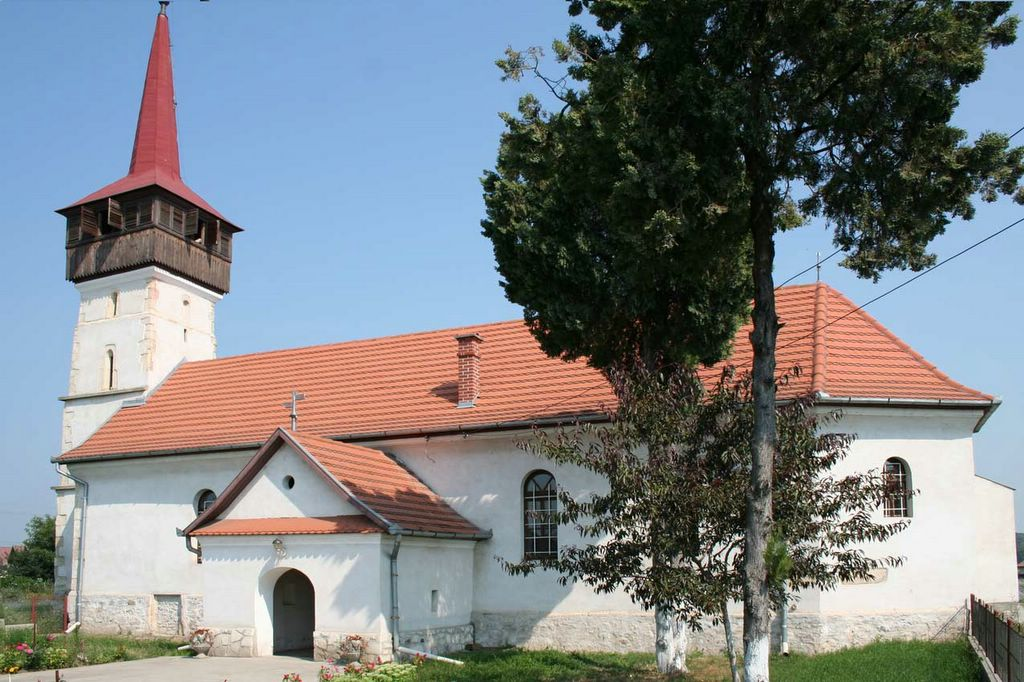
Gereformeerde kerk te Turda
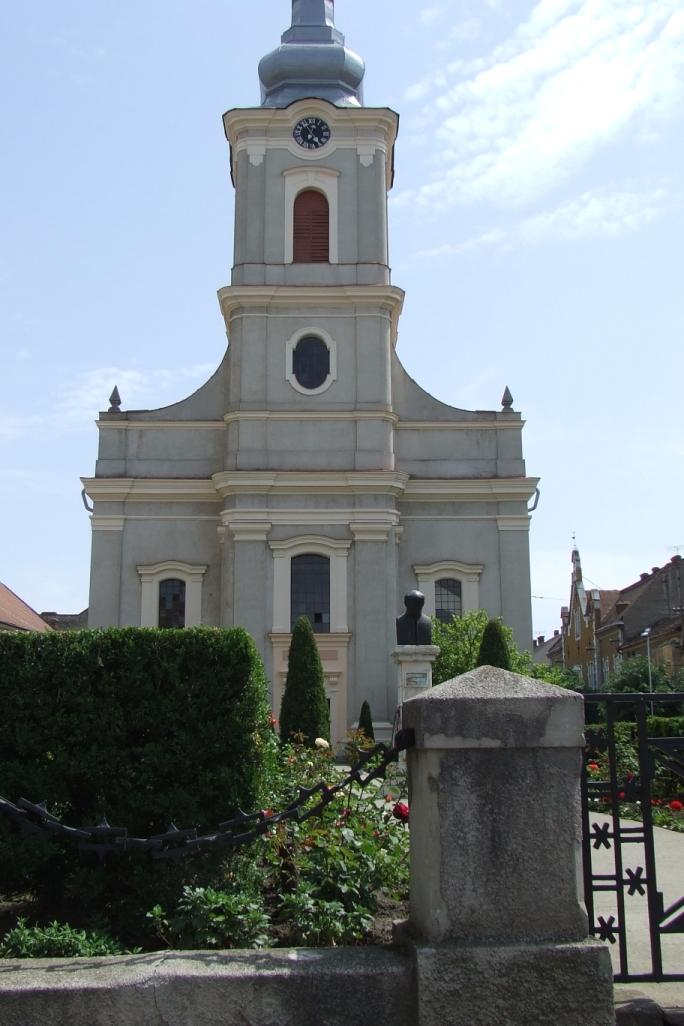
Gereformeerde kerk te Satu Mare
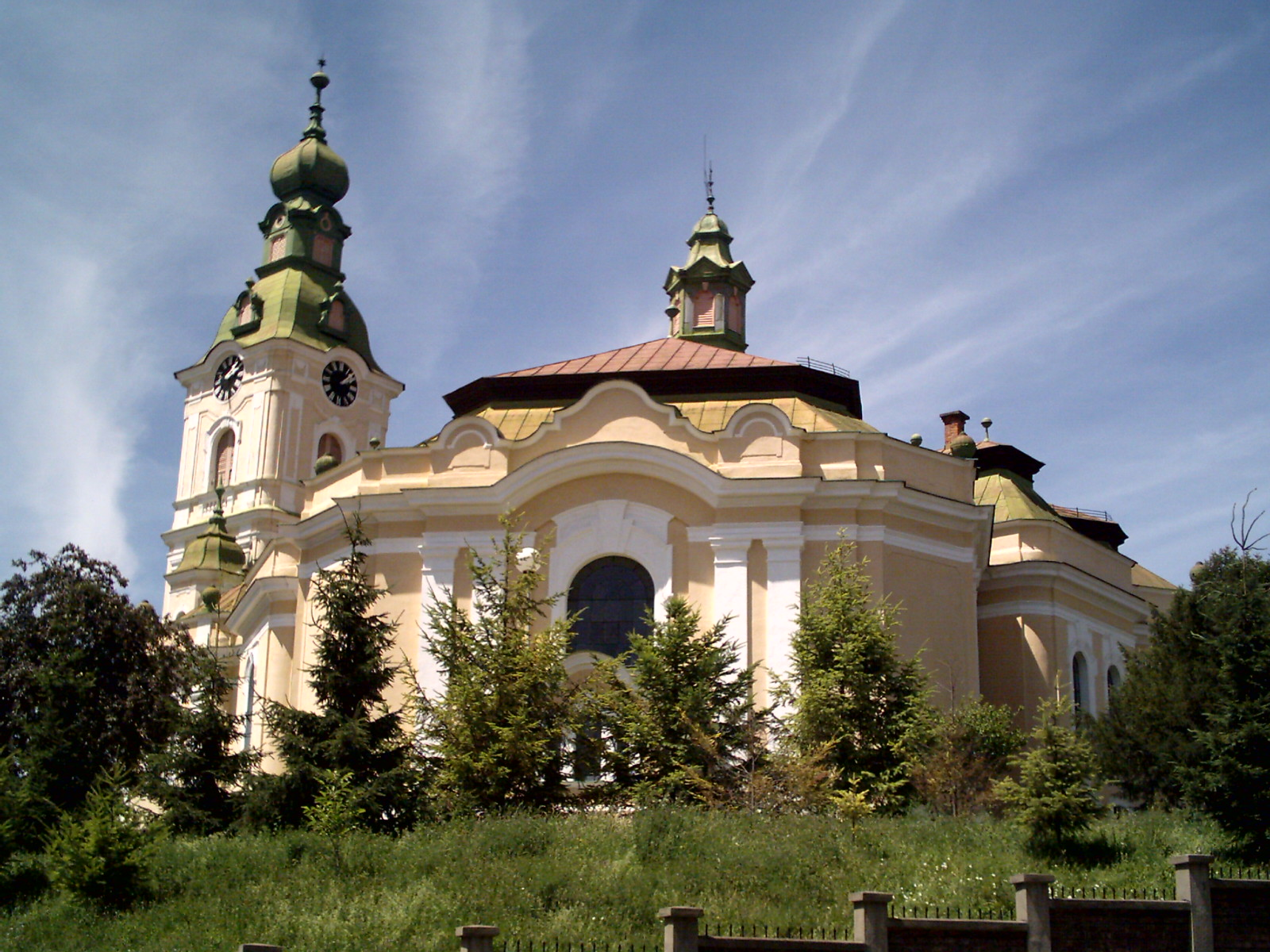
Gereformeerde kerk te Zalău
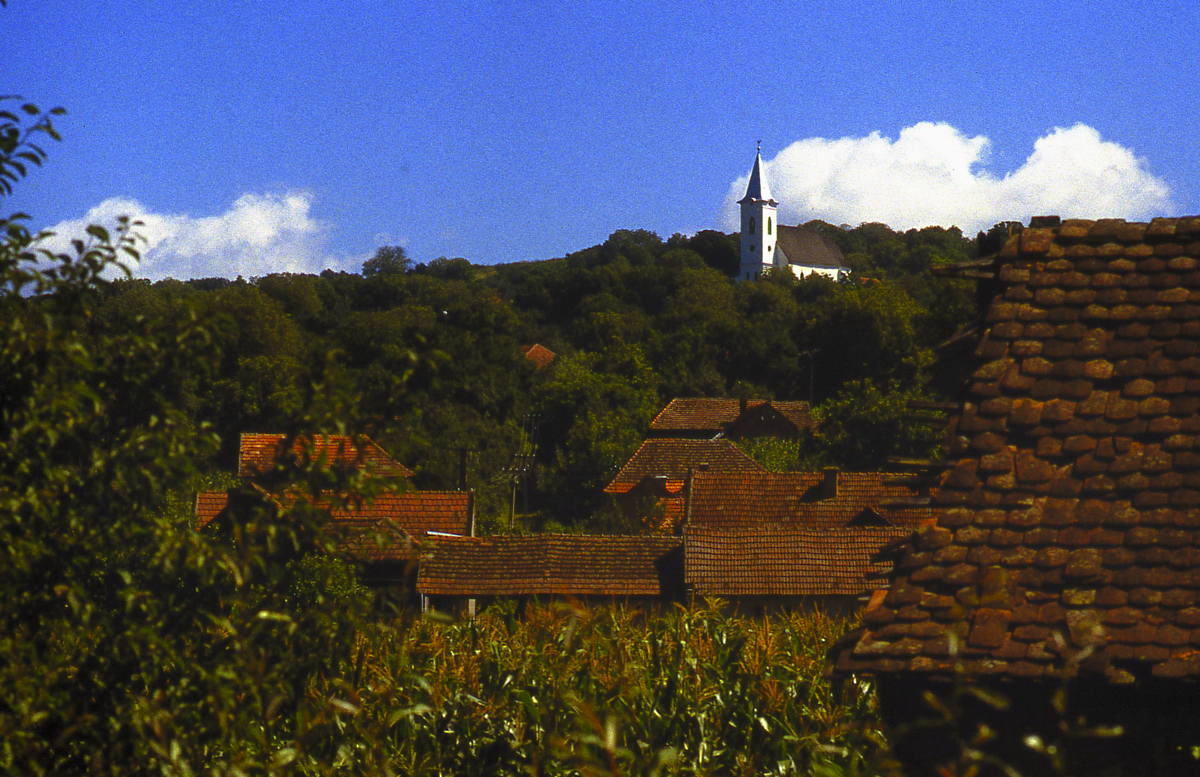
Gereformeerde kerk te Hodod